# Bộ Mục (目)
Bộ Mục, bộ thứ 109 có nghĩa là "mắt" là 1 trong 23 bộ có 5 nét trong số 214 bộ thủ Khang Hy.
Trong Từ điển Khang Hy có 647 chữ (trong số hơn 40.000) được tìm thấy chứa bộ này.

## Tự hình Bộ Mục (目)

Giáp cốt văn
Kim văn
Đại triện
Tiểu triện

## Chữ thuộc Bộ Mục (目)
| Số nét bổ sung | Chữ                                                                                             |
| -------------- | ----------------------------------------------------------------------------------------------- |
| 0              | 目                                                                                              |
| 2              | 盯                                                                                              |
| 3              | 盰 盱 盲 盳 直 盵                                                                               |
| 4              | 盶 盷 相 盹 盺 盻 盼 盽 盾 盿 眀 省 眂 眃 眄 眅 眆 眇 眈 眉 眊 看 県 眍                         |
| 5              | 眎 眏 眐 眑 眒 眓 眔 眕 眖 眗 眘 眙 眚 眛 眜 眝 眞 真 眠 眡 眢 眣 眤 眥 眦 眧 眨 眩 眪 眫 眬 眿 |
| 6              | 眭 眮 眯 眰 眱 眲 眳 眴 眵 眶 眷 眸 眹 眺 眻 眼 眽 眾                                           |
| 7              | 着 睁 睂 睃 睄 睅 睆 睇 睈 睉 睊 睋 睌 睍 睎 睏 睐 睑                                           |
| 8              | 睒 睓 睔 睕 睖 睗 睘 睙 睚 睛 睜 睝 睞 睟 睠 睡 睢 督 睤 睥 睦 睧 睨 睩 睪 睫 睬 睭             |
| 9              | 煛 睮 睯 睰 睱 睲 睳 睴 睵 睶 睸 睹 睺 睻 睼 睽 睾 睿 瞀 瞁 瞂 瞃 瞄 瞅 瞆                      |
| 10             | 瞇 瞈 瞉 瞊 瞋 瞌 瞍 瞎 瞏 瞐 瞑 瞒 瞓                                                          |
| 11             | 瞔 瞕 瞖 瞗 瞘 瞙 瞚 瞛 瞜 瞝 瞞 瞟 瞠 瞡 瞢 瞣                                                 |
| 12             | 瞤 瞥 瞦 瞧 瞨 瞩 瞪 瞫 瞬 瞭 瞮 瞯 瞰 瞱 瞲 瞳 瞴 瞵 瞶 瞷                                     |
| 13             | 瞸 瞹 瞺 瞻 瞼 瞽 瞾 瞿 矀 矁 矂                                                                |
| 14             | 矃 矄 矅 矆 矇 矈 矉 矊                                                                         |
| 15             | 矋 矌 矍 矎 矏                                                                                  |
| 16             | 矐 矑 矒 矓                                                                                     |
| 18             | 矔                                                                                              |
| 19             | 睷 矕 矗                                                                                        |
| 20             | 矘 矙                                                                                           |
| 21             | 矖 矚                                                                                           |